# Paull
Paull est un village côtier et une paroisse civile du Holderness, dans le Yorkshire du Nord en Angleterre. Il est situé sur la rive nord du grand estuaire du Humber, à environ 10 km à l'est de Kingston-upon-Hull.
Le village de Paull est le seul village d'importance de la paroisse, à l'exclusion des fermes isolées. Il possède une église, une école, un phare des trois pubs.
Anciennement, Paull possédait un chantier naval et a construit des unités pour la Royal Navy jusqu'en 1830. Il a aussi été un petit port de pêche pour la crevette.
Touristiquement Paull possède une vieille église, l'église Saint Andrew construite en 1355. Le long de la Humber on trouve aussi des anciennes fortifications de défense côtière du XVIe siècle.